# Tištín
Tištín je městys v okrese Prostějov v Olomouckém kraji. Žije zde 465 obyvatel.

## Název
Nejstarší písemné doklady ukazují podobu Čieščín, která vznikla odvozením od osobního jména Čiesta, jehož starší podoba Částa byla domáckou zkratkou jména Částoj (v jeho první části byl obsažen kořen slovesa čajati - "čekat"). Význam místního jména byl "Čiestův (Částův) majetek". Tvar Tištín vznikl jednak pravidelnými hláskovými změnami ie > í (a pak jeho nářečním zkrácením) a šč > šť, jednak záměnou počátečního č za c' a jeho nahrazením domněle spisovným t (v době, kdy jméno už bylo nesrozumitelné).

## Historie
První písemná zmínka o městečku pochází z roku 1319. Ves byla povýšena na městečko v roce 1360, ke konci 14. století však tento status ztratila a zpustla, teprve v 16. století byl Tištín opět povýšen na město. Z roku 1599 pochází pečeť se zkříženou radlicí s otkou na štítě. V 19. století však Tištín poklesl opět na ves a znaku se vzdal. Na pečeti pak se objevila podoba sv. Petra a Pavla.

## Obyvatelstvo

### Struktura
Vývoj počtu obyvatel za celou obec i za jeho jednotlivé části uvádí tabulka níže, ve které se zobrazuje i příslušnost jednotlivých částí k obci či následné odtržení.
| Místní části   | Místní části | 1869 | 1880 | 1890 | 1900 | 1910 | 1921 | 1930 | 1950 | 1961 | 1970 | 1980 | 1991 | 2001 | 2011 | 2021 |
| -------------- | ------------ | ---- | ---- | ---- | ---- | ---- | ---- | ---- | ---- | ---- | ---- | ---- | ---- | ---- | ---- | ---- |
| Počet obyvatel | část Tištín  | 712  | 753  | 734  | 721  | 798  | 876  | 879  | 737  | 780  | 645  | 606  | 535  | 522  | 492  | 434  |
| Počet domů     | část Tištín  | 138  | 153  | 157  | 163  | 182  | 189  | 215  | 218  | 213  | 203  | 188  | 212  | 210  | 212  | 217  |

## Správa městyse
Od 23. ledna 2007 byl obci vrácen status městyse.

### Symboly městyse
Znak a vlajka byly městysi uděleny rozhodnutím předsedy Poslanecké sněmovny Parlamentu České republiky dne 14. června 2000.

## Pamětihodnosti
- Kostel sv. Petra a Pavla – monumentální barokní stavba, jedna z nejhodnotnějších sakrálních staveb střední Moravy.[zdroj⁠?!] Svou současnou podobu včetně bohatých interiérů dostal v letech 1709–1719. Areál kostela a návsi dotvářejí:
- barokní socha sv. Jana Nepomuckého z roku 1773
- kříž z roku 1760 před kostelem
- bývalá kaple
- Busta Františka Palackého
- Fara
- barokní měšťanský dům z 1. poloviny 18. století

## Doprava
Územím obce prochází dálnice D1 a silnice III. třídy:
- III/42811 Těšice – Tištín – Koválovice
- III/42812 Nezamyslice – Tištín

## Občanská vybavenost
- základní škola nižšího stupně
- mateřská škola
- knihovna
- ordinace praktického lékaře
- poštovní úřad
- sportovní hřiště
- obec je plynofikovaná, má kanalizaci a vodovod

## Fotogalerie

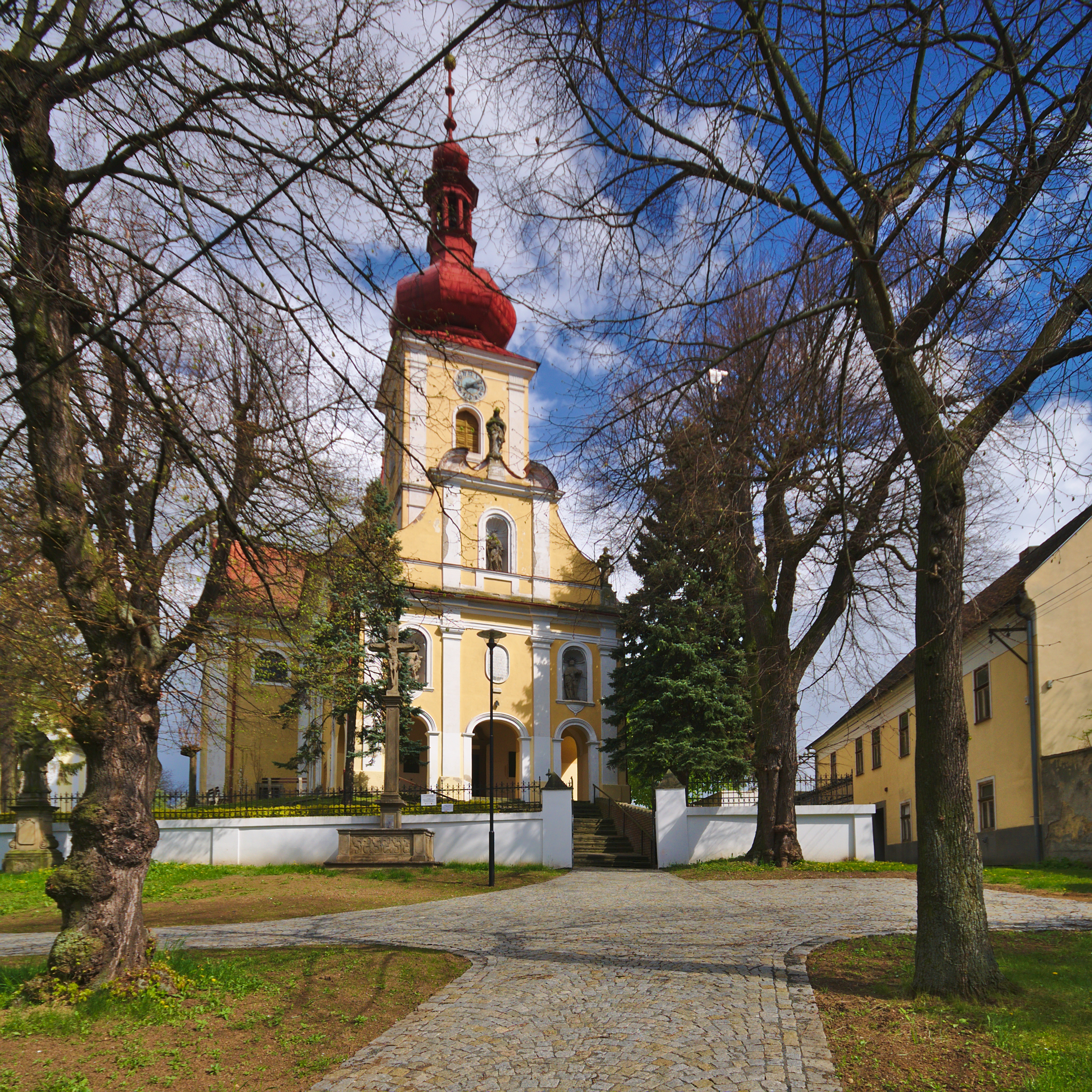
Kostel svatých Petra a Pavla
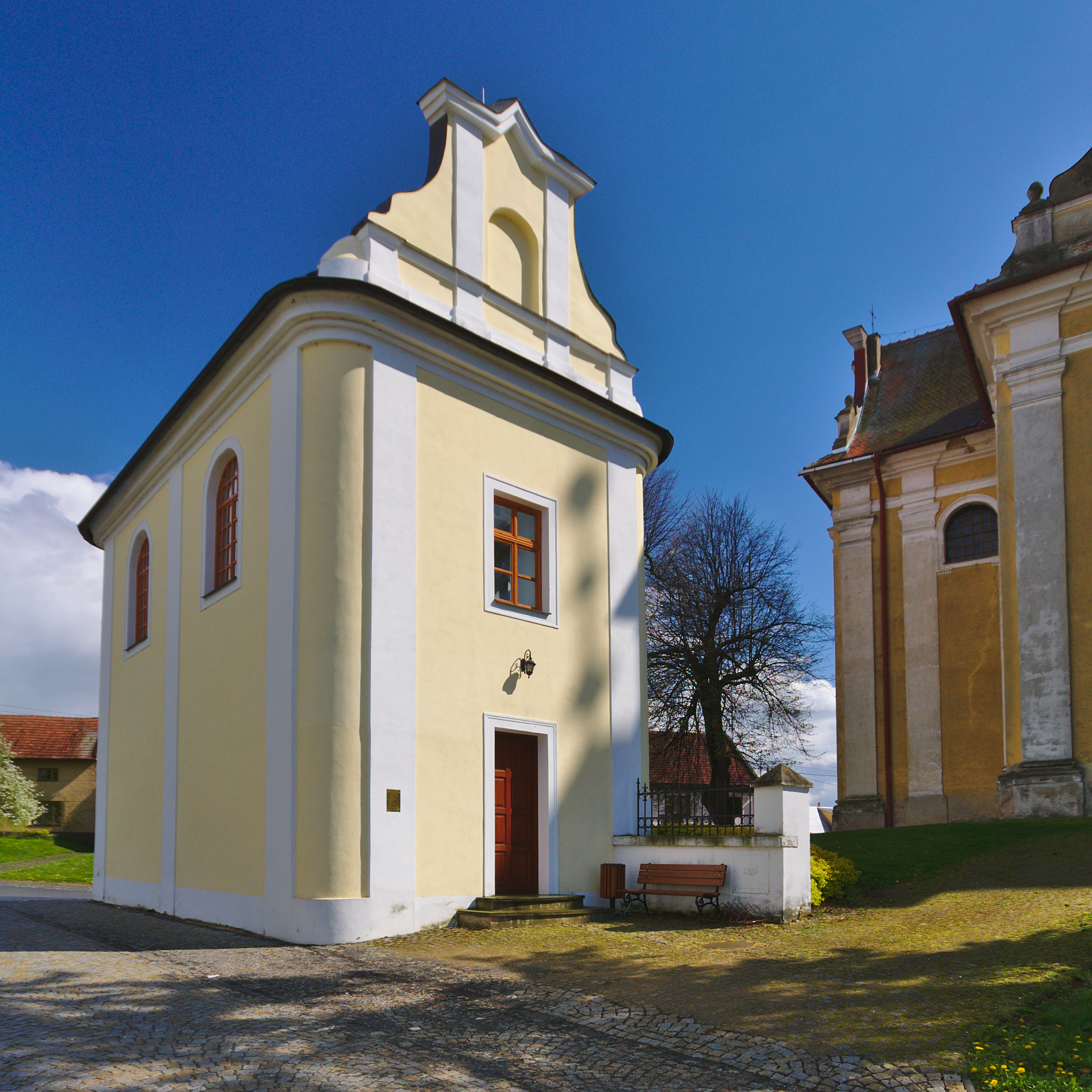
Kaplička u kostela
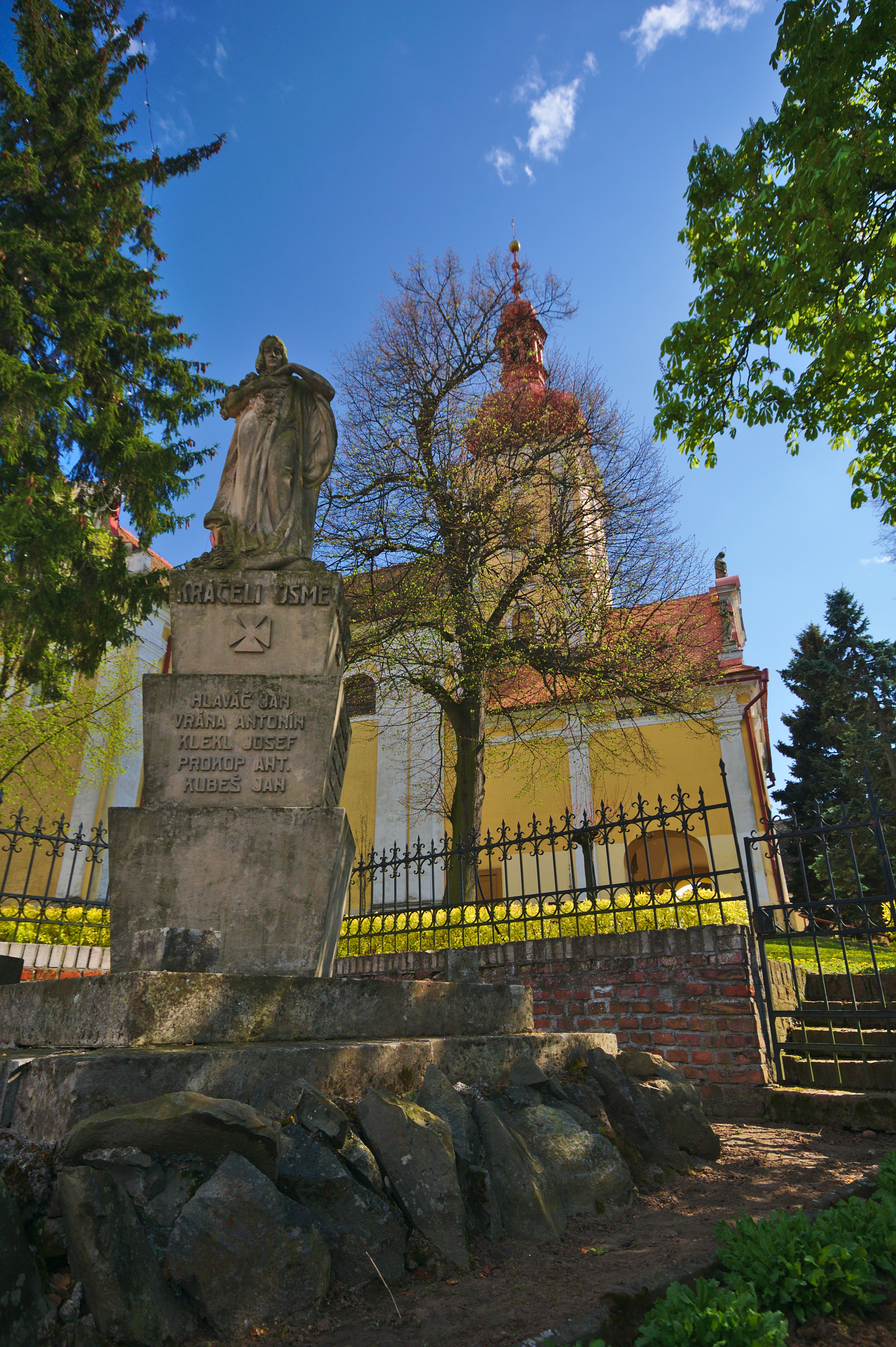
Památník obětem první světové války
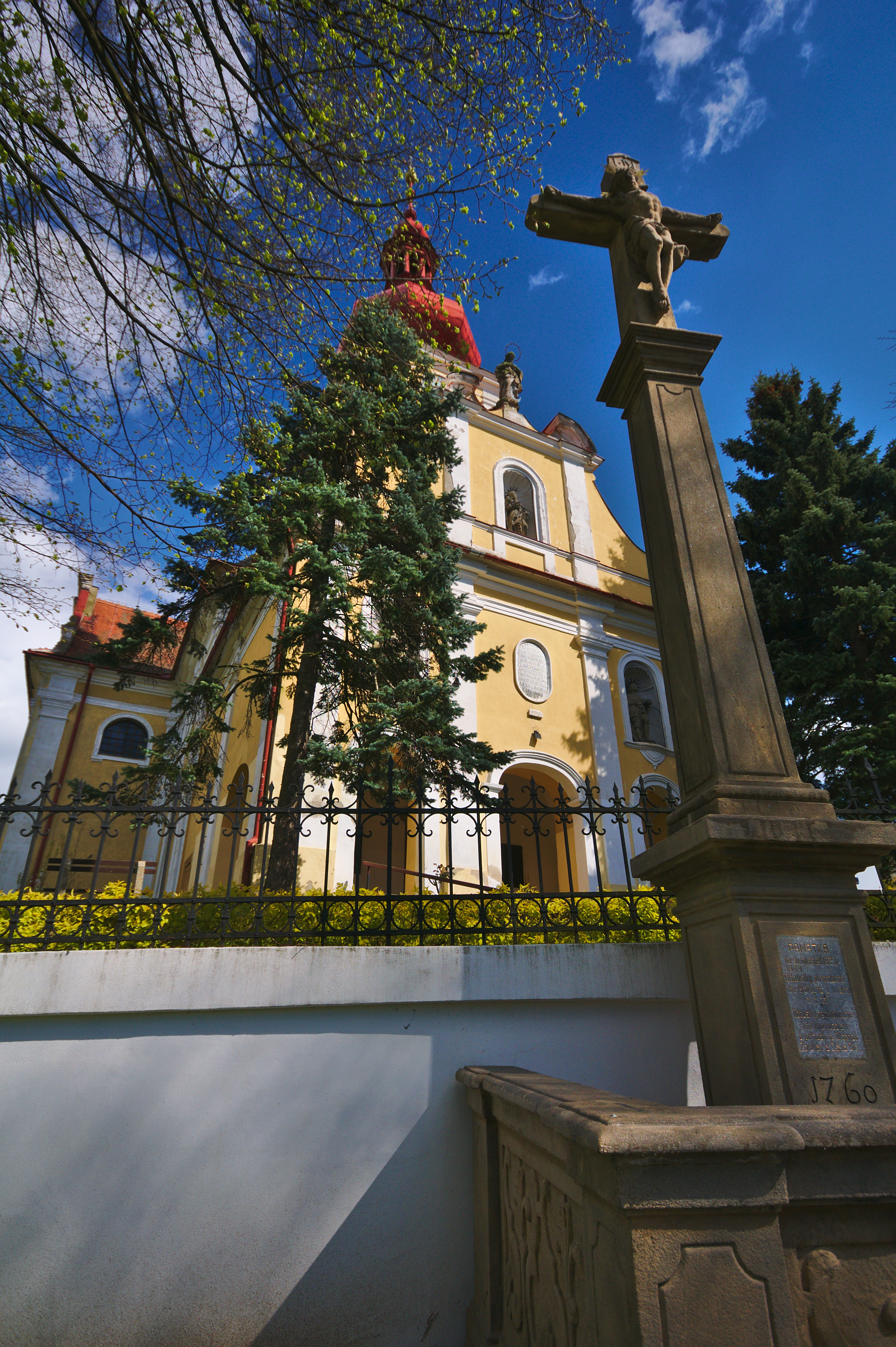
Kříž před kostelem
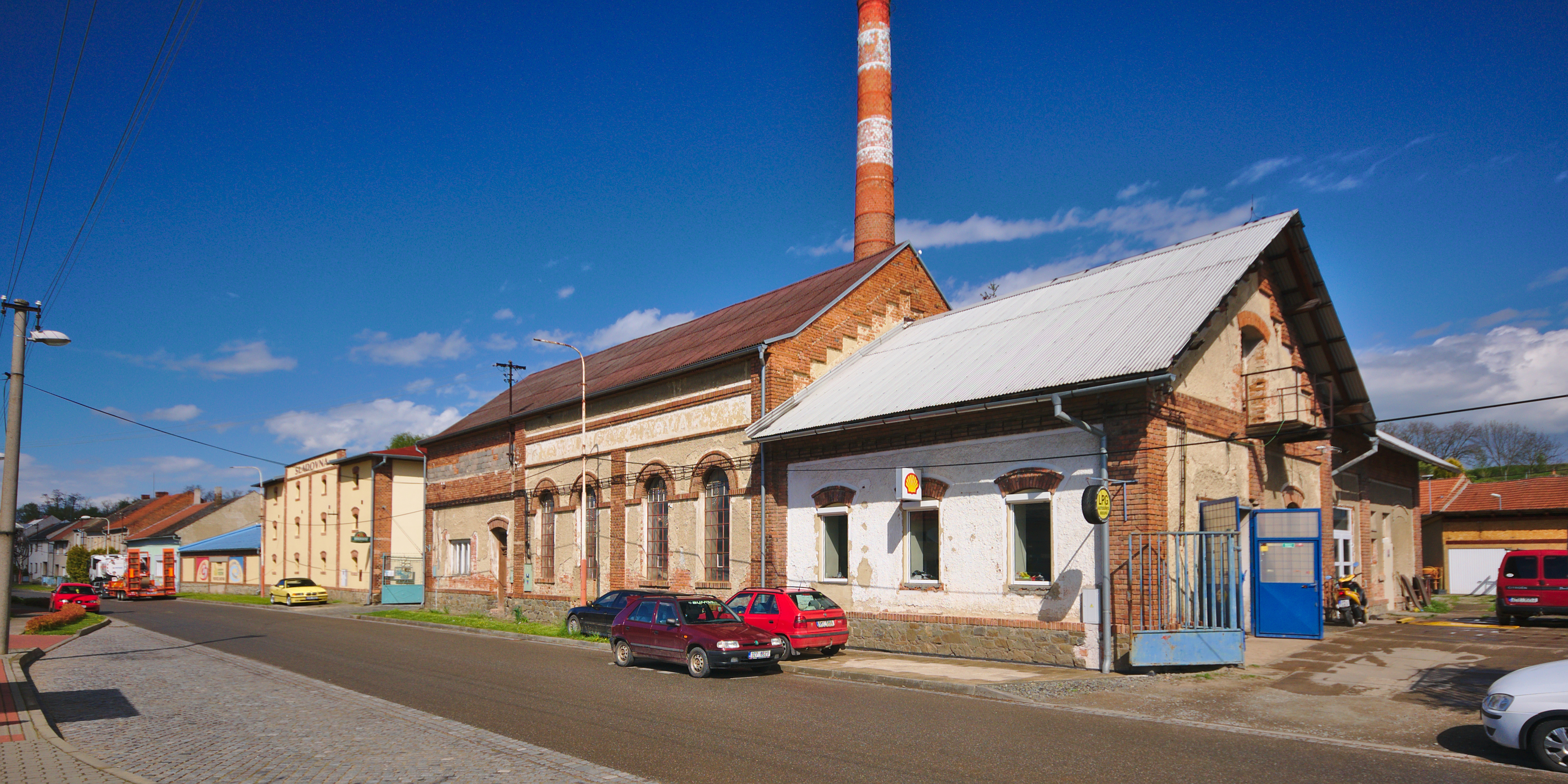
Bývalý lihovar
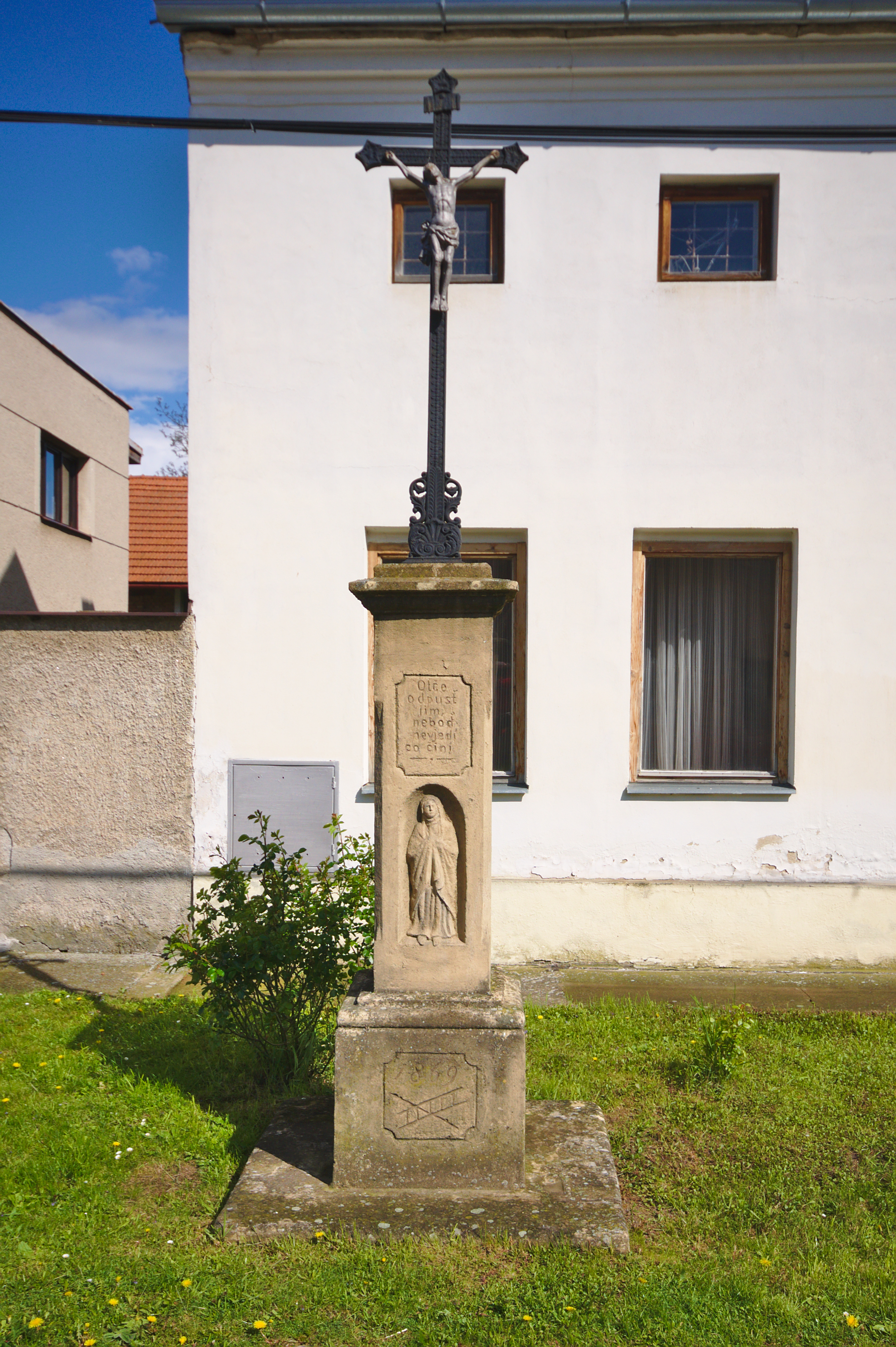
Kříž v severní části obce
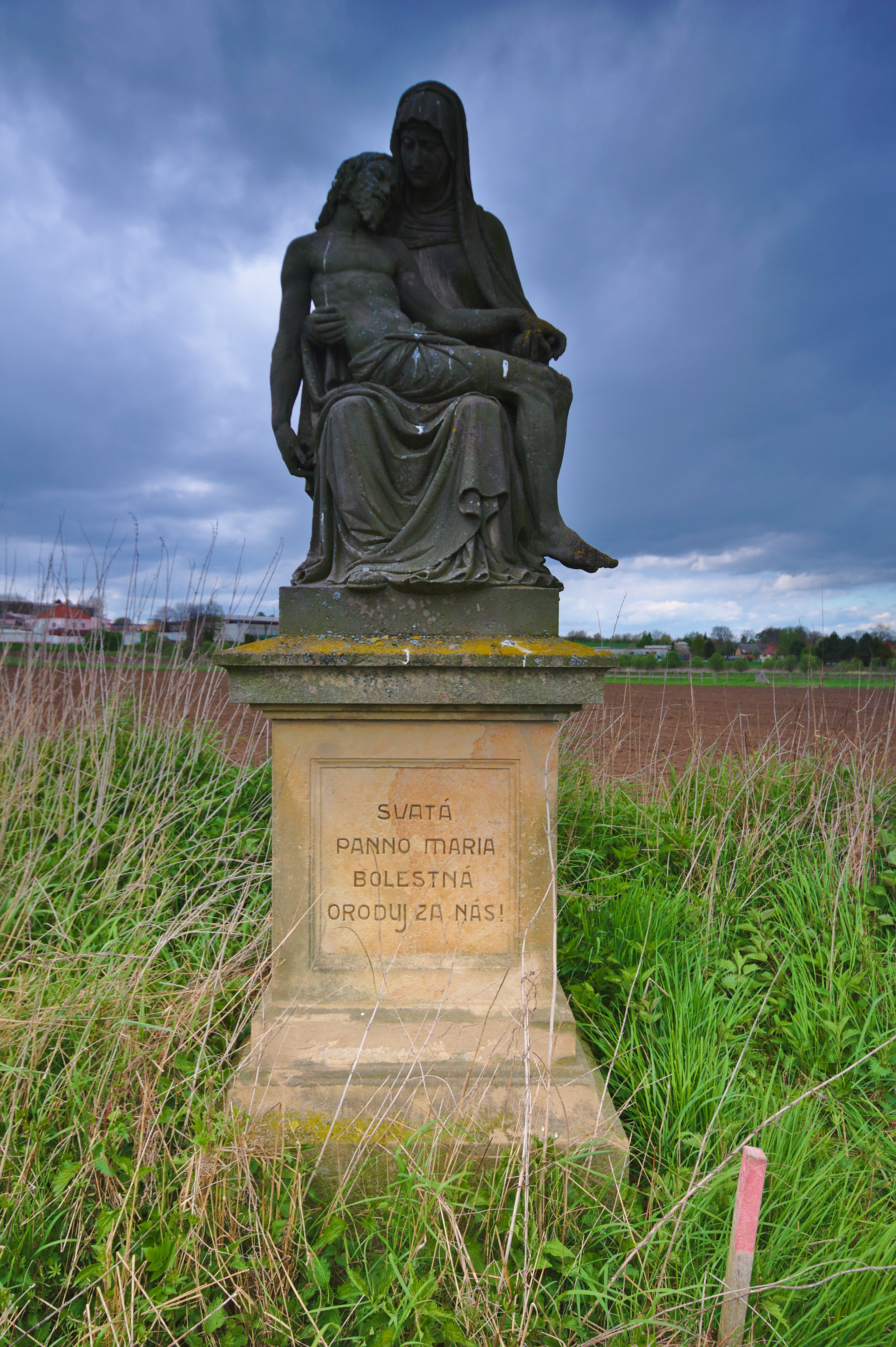
Socha Panny Marie v polích jižně od obce